# トッド郡 (サウスダコタ州)
トッド郡（英: Todd County）は、アメリカ合衆国サウスダコタ州の南部に位置する郡である。2010年国勢調査での人口は9,612人であり、2000年の9,050人から6.2％増加した。郡庁所在地は無く、同郡で人口最大の町はミッション市（人口1,182人）である。郡の全体がローズバッド・インディアン居留地の中に入っており、居留地の主要部と境界が一致している（ただし、隣接する4郡に入っている居留地外信託地は除く）。人口1人あたり収入ではアメリカ合衆国の郡の中で5番目に貧しい。郡名はダコタ準州からアメリカ合衆国下院への代表を務め、南北戦争では北軍の将軍だったジョン・ブレア・スミス・トッド（1814年4月4日-1872年1月5日）に因んで名付けられた。トッドはエイブラハム・リンカーン大統領の妻メアリー・トッド・リンカーンの従兄弟でもあった。

## 概要
トッド郡はオグラララコタ郡と共に独自の郡庁所在地を持たない2つの郡の1つである。隣接するトリップ郡のウィナー市がトッド郡の管理センターの役目を果たしている。全領域がインディアン居留地の中に入っていることではサウスダコタ州に5郡あるうちの1つである。
トッド郡は1981年まで、オグラララコタ郡とワシャボー郡と共に組織化されていないことで、アメリカ合衆国の郡の中では最後のものだった（ワシャボー郡はこの年に廃止）。トッド郡はこの年に組織化されたものの、1983年までは自治憲章が無かった。現在も隣接するトリップ郡との契約によって、監査官、財務官および不動産登記官の職を委託している。

## 地理
アメリカ合衆国国勢調査局に拠れば、郡域全面積は1,391平方マイル (3,602 km2)であり、このうち陸地は1,388平方マイル (3,595 km2)、水域は3平方マイル (7 km2)で水域率は0.20％である。最初の領域はミズーリ川に沿って東に延びていた。

### 主要高規格道路
- アメリカ国道18号線
- アメリカ国道]83号線
- サウスダコタ州道63号線

### 隣接する郡
- メレット郡 - 北
- トリップ郡 - 東
- チェリー郡 (ネブラスカ州) - 南
- ベネット郡 - 西

## 人口動態
以下は2000年の国勢調査による人口統計データである。
| 基礎データ - 人口: 9,050人 - 世帯数: 2,462 世帯 - 家族数: 1,917 家族 - 人口密度: 3人/km2（6人/mi2） - 住居数: 2,766軒 - 住居密度: 1軒/km2（2軒/mi2） 人種別人口構成 - 白人: 12.57% - アフリカン・アメリカン: 0.09% - ネイティブ・アメリカン: 85.60% - アジア人: 0.14% - その他の人種: 0.21% - 混血: 1.38% - ヒスパニック・ラテン系: 1.52% 年齢別人口構成 - 18歳未満: 44.0% - 18-24歳: 10.41% - 25-44歳: 25.1% - 45-64歳: 14.8% - 65歳以上: 5.8% - 年齢の中央値: 22歳 - 性比（女性100人あたり男性の人口） - 総人口: 97.9 - 18歳以上: 92.3 | 世帯と家族（対世帯数） - 18歳未満の子供がいる: 48.9% - 結婚・同居している夫婦:35.2% - 未婚・離婚・死別女性が世帯主: 31.8% - 非家族世帯: 22.1% - 単身世帯: 18.9% - 65歳以上の老人1人暮らし: 5.2% - 平均構成人数 - 世帯: 3.62人 - 家族: 4.09人 収入と家計 - 収入の中央値 - 世帯: 20,035米ドル - 家族: 19,533米ドル - 性別 - 男性: 20,993米ドル - 女性: 21,449米ドル - 人口1人あたり収入: 7,714米ドル（アメリカ合衆国の郡の中では最貧クラス） - 貧困線以下 - 対人口: 48.3% - 対家族数: 44.0% - 18歳未満: 576% - 65歳以上: 33.5% |

## 都市と町
- アンテロープ
- ミッション
- パーメリー
- ローズバッド
- スプリングクリーク
- セントフランシス
- ツーストライク
- ホワイトホース

### 郡区
トッド郡はイーストトッドとウェストトッドの2つの未編入領域に分けられている。